# Milton Cross
Milton Cross (ur. 16 kwietnia 1897, zm. 3 stycznia 1975) – amerykański prezenter radiowy.

## Wyróżnienia
Posiada swoją gwiazdę na Hollywoodzkiej Alei Gwiazd.